# Açaí na tigela
L'açaí na tigela (açaí in scodella) è una preparazione cremosa dolce molto diffusa in Brasile.
Viene fatta con i frutti dell'açaí (pronuncia: assaì), coltivati principalmente nel Nord del Brasile. Data la loro natura molto delicata, tali frutti sono snocciolati, impastati e congelati prima di poter essere spediti, assumendo un aspetto di crema densa viola-marrone e una consistenza simile a quella di una granita siciliana.
Viene venduto frequentemente nelle città brasiliane, anche distanti dai luoghi di origine, servito in un bicchiere con granola, cereali e eventualmente pezzi di frutta, secondo i gusti.